# Muti (Estland)
Muti (Duits: Mutti) is een plaats in de Estlandse gemeente Tori, provincie Pärnumaa. De plaats heeft de status van dorp (Estisch: küla).

## Bevolking
Het dorp had 66 inwoners op 31 december 2011 en 50 inwoners op 31 december 2021.

## Ligging
Muti ligt 26 km noordoostelijk van de provinciehoofdstad Pärnu. Het dorp heeft een complex van vijvers, genaamd Muti tiigid (tiigid is het meervoud van tiik, ‘vijver’).
De Põhimaantee 5, de hoofdweg tussen Pärnu en Rakvere, loopt door Muti.

## Geschiedenis
Muti werd voor het eerst genoemd in 1839 onder de naam Mutti, een nederzetting op het landgoed van Tori.